# 約翰·傳奇
約翰·羅傑·史提芬斯（英語：John Roger Stephens，1978年12月28日—），藝名為「約翰·傳奇」（英語：John Legend），美國男歌手、詞曲作家、唱片製作人及演員。首張專輯《神采飛揚》(Get Lifted) 在2004年發行，獲得白金銷量的佳績。其專輯是與著名製作人和歌手肯伊·威斯特和Snoop Dogg合作。正因為首張專輯的成功，他事業上得到更多機會與知名的歌手合作。
約翰最知名的作品当属于2013年推出的单曲《一生所愛》(All of Me)，曾登上告示牌百强单曲榜第一位，并一度在多个国家排行榜上登顶。

## 生平
家庭中的音乐氛围，对于約翰傳奇日后走向音乐方面产生了重要的作用。他的家里有一台钢琴，因此約翰在五岁时就开始利用这台钢琴学着练习弹奏歌曲。八九岁时，他就已经开始在当地的一些教堂里为教堂唱诗班進行钢琴伴奏。通过奶奶教授给他的一些福音音乐歌曲，不久之后約翰傳奇已经开始独立的演奏歌曲了。
高中時期，約翰已经开始录制一些小型唱片。他后来开始听一些Jodeci、Boyz II Men與LL Cool J的音乐，这些音乐对他后来的个人音乐风格也产生一定的影响。16岁以后，他离开家乡進入宾夕法尼亚大学主修英文专业，在这里除了学习之外，他依然活跃于音乐场合，经常在学校的一些才艺演出上表演。在费城外的 Bethel A.M.E.教堂，他成为了教堂唱诗班的导演，他在这所教堂担任唱诗班导演长达九年，直到他发片前的几个月才停止。
1998年，他已经开始在知名歌手劳琳·希尔的《Everything Is Everything》中进行钢琴演奏。2002年，約翰傳奇已经广泛的开始与肯伊·威斯特一起工作，也开始出现在一些大牌明星的专辑中。
2003年，John Legend参加了艾麗西亞·基斯的专辑《Diary Of Alicia Keys》主打单曲《You Don't Know My Name》的录制，又先后参加Jay-Z《The Black Album》、黑眼豆豆《Elephunk》與Twista《Kamikaze》等多张畅销专辑的录制，还出现在珍娜·傑克森與玛丽·布莱姬等人的单曲录制中。
2003年底，肯伊·威斯特把表现出色的約翰傳奇正式签入了自己的唱片公司，并且先后于2003年和2004年初发行了他的现场专辑《Live at SOB's New York City》和《Solo Sessions Vol. 1: Live at the Knitting Factory》。随着威斯特首张个人专辑《College Dropout》的成功，約翰傳奇更是受到了威斯特进一步的发掘。
2004年12月28日，在威斯特的打造下，約翰傳奇的首张录音室专辑《Get Lifted》正式发行。
約翰與模特兒克莉絲汀·泰根在經過七年交往後，於2011年12月訂婚，並在2013年9月14日於義大利科莫結婚。
2015年2月22日，與Common合作《逐夢大道》（Selma）電影歌曲「Glory」於第87屆奧斯卡金像獎獲得最佳原創歌曲獎。
2016年参与美国歌舞电影《樂來越愛你》，饰演Keith，并演唱插曲《Start A Fire》
2022年2月擔任 OurSong 的共同創辦人以及 CIO (chief impact officer) （页面存档备份，存于）

## 作品

### 專輯
| 專輯資料 |
| --- |
| Get Lifted - 發行日期: 2004年12月 - 最高排名: 美國殿軍，英國第12名 - 美國銷量: 210萬張(雙白金銷量) - 國際銷量: 300萬張 |
| Once Again - 發行日期: 2006年10月 - 最高排名: 美國季軍，英國第10名 - 美國銷量: 120萬張(白金銷量) - 國際銷量: 250萬張   |
| Evolver - 發行日期: 2008年10月 - 最高排名: 美國殿軍，英國第21名 - 美國銷量: 61萬張(金唱片) - 國際銷量: 計算中          |

### 演唱會專輯
- 2001年：Live At Jimmy's Uptown
- 2002年：Live At SOB's
- 2003年：Solo Sessions Vol. 1: Live at the Knitting Factory|Solo Sessions Vol. 1: Live At The Knitting Factory
- 2006年：John Legend: Live at the House of Blues
- 2007年：John Legend: Live at the Tin Angel